# Ljus tallänger
Ljus tallänger (Megatoma pubescens) är en skalbaggsart som först beskrevs av Zetterstedt 1828.  Ljus tallänger ingår i släktet Megatoma och familjen ängrar. Enligt den finländska rödlistan är arten nära hotad i Finland. Enligt den svenska rödlistan är arten sårbar i Sverige. Arten förekommer i Övre Norrland. Artens livsmiljö är skogar. Inga underarter finns listade i Catalogue of Life.